# Niemen Improwizacje
Niemen Improwizacje – album Artura Dutkiewicza wydany w roku 2009. Znajdują się na nim jazzowe aranżacje utworów z repertuaru Czesława Niemena.

## Skład
- Artur Dutkiewicz - fortepian
- Sebastian Frankiewicz - perkusja
- Dariusz Oleszkiewicz - kontrabas

## Utwory
1. Czy mnie jeszcze pamiętasz?
2. Ciuciubabka
3. Nim przyjdzie wiosna
4. Jednego serca
5. Bema pamięci żałobny rapsod
6. Stoję w oknie
7. Sen o Warszawie
8. Wspomnienie
9. Pod Papugami
10. Marionetki